# Воскобійники (Кременчуцький район)
Воскобі́йники — село в Україні, у Кременчуцькому районі Полтавської області. Входить до складу Піщанської сільської громади. Населення становить 60 осіб. До 2020 року орган місцевого самоврядування — Ялинцівська сільська рада.

## Географія
Село Воскобійники розташоване за 5 км від греблі Кременчуцького водосховища, на відстані 0,5 км від сіл Ялинці та Пухальщина. Поруч проходить автомобільна дорога Н08.
Місцевість навколо Воскобійників заболочена. На південно-західній околиці лежить висохле озеро Солонувате, а далі, до греблі Кременчуцького водосховища, тягнеться хвойний ліс.

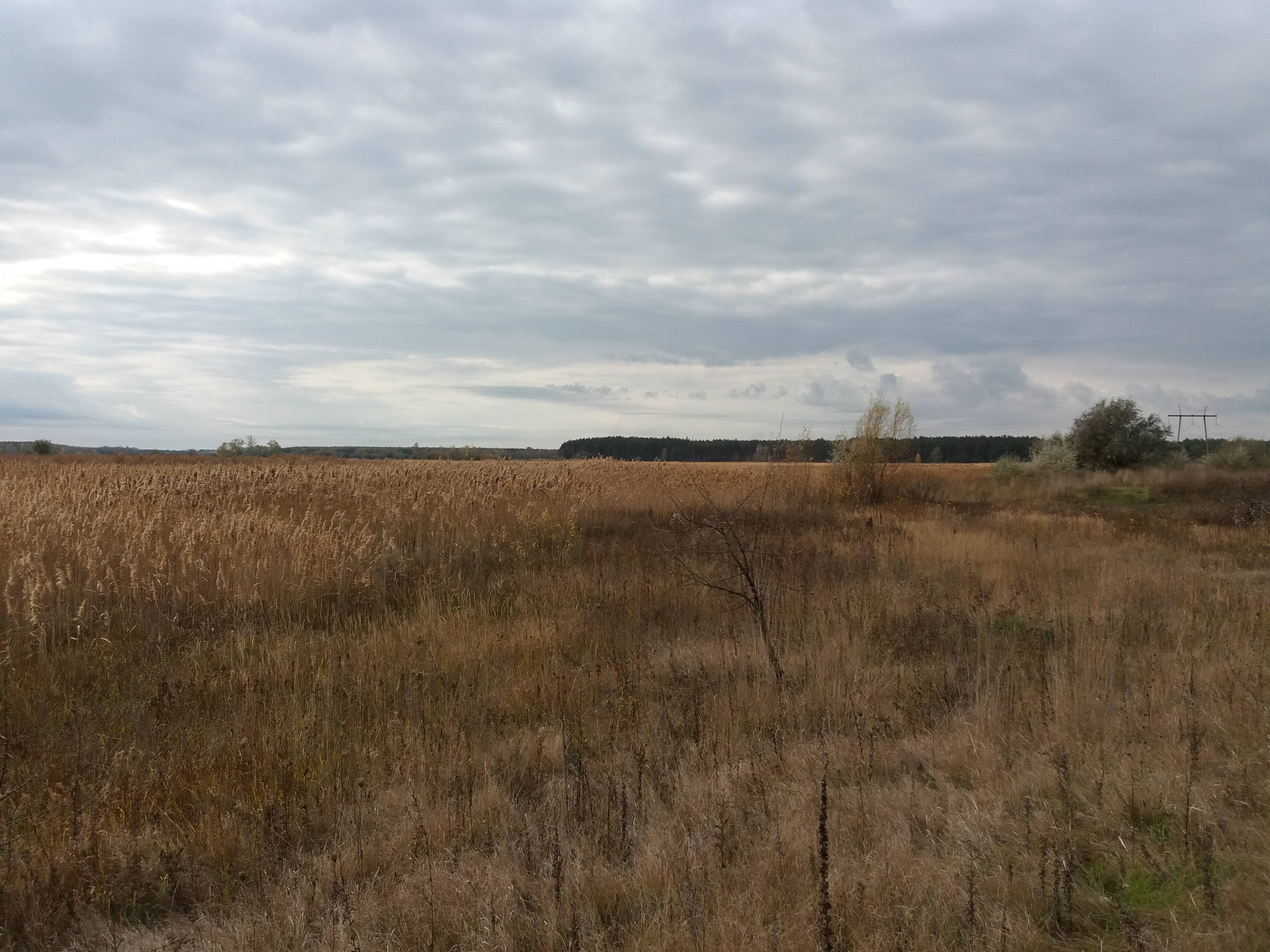
Висохле озеро Солонувате
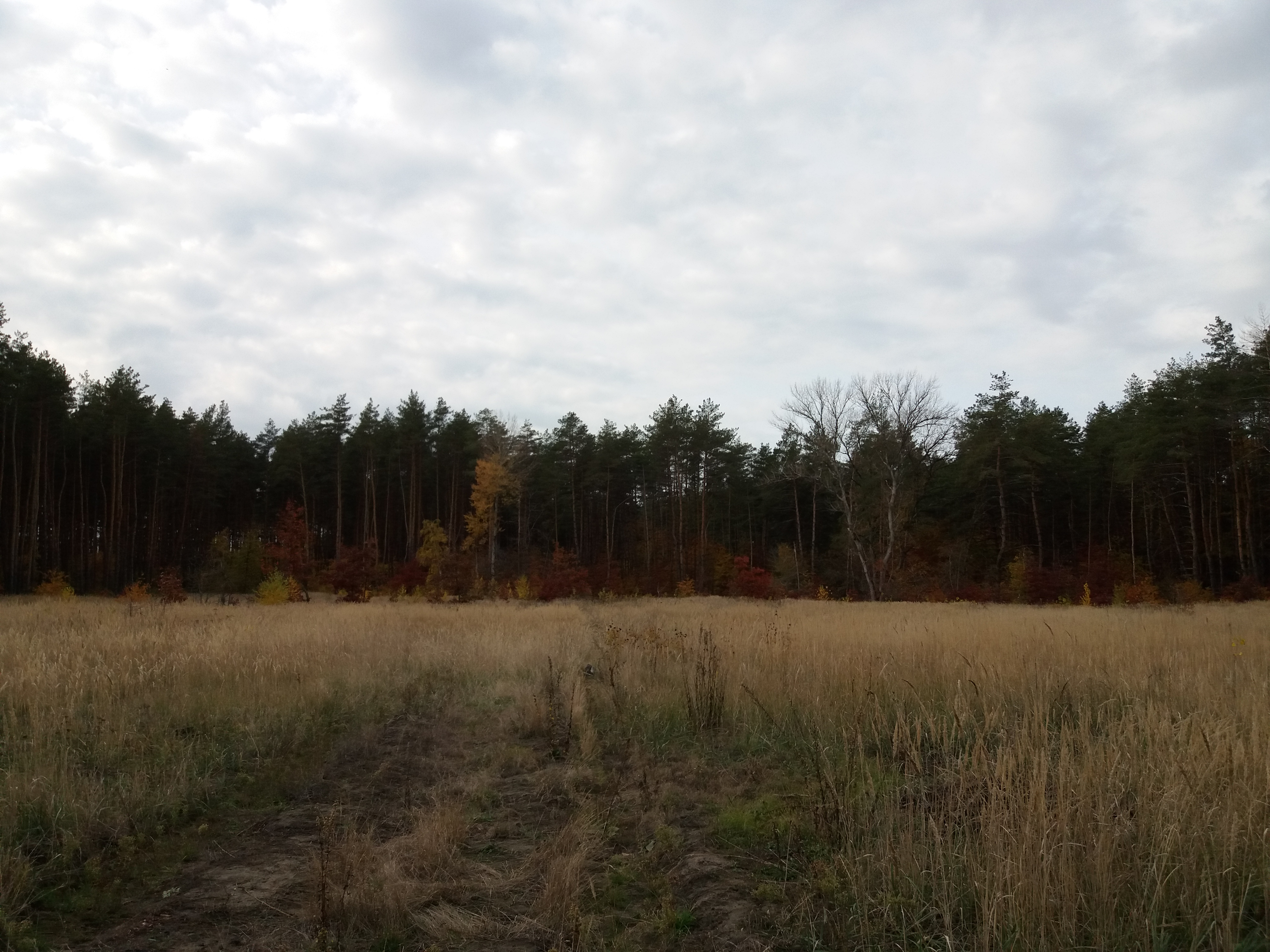
Хвойний ліс поблизу села

## Походження назви

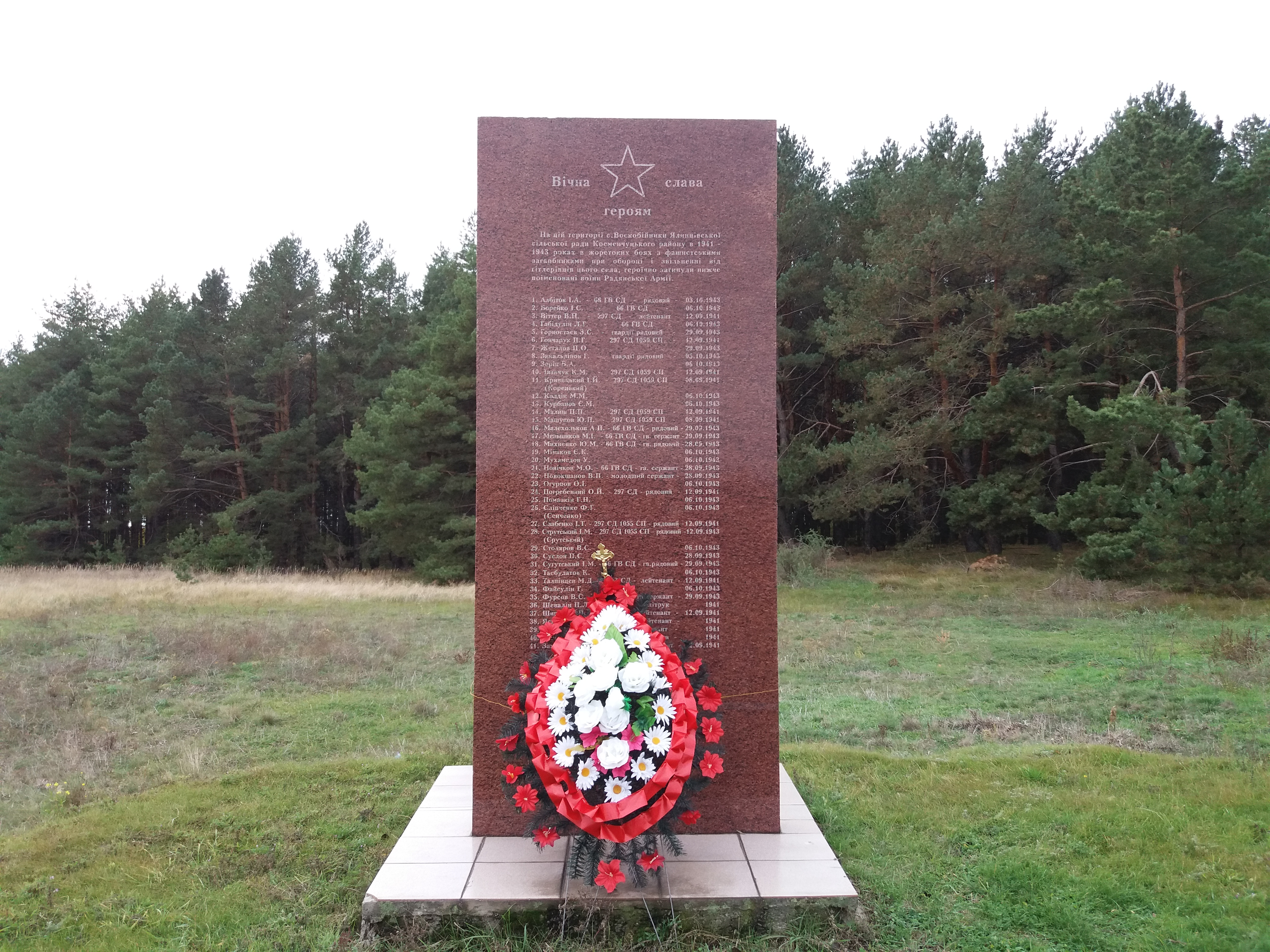
Пам’ятний знак на честь загиблих воїнів

Назва села, ймовірно, походить від застарілого слова воскобійник — той, хто добуває віск із вощини.

## Пам'ятка
На західній околиці Воскобійників поблизу дороги встановлений пам'ятний знак на честь радянських воїнів, загиблих у битвах за село в 1941 та 1943 роках.